# آلترناتیف بنک
آلترناتیف بنک (انگلیسی: Alternatif Bank) شرکت خدمات مالی و بانکداری ترک است، که در سال ۱۹۹۱ تأسیس شد.